# Жиль Делез
Жиль Деле́з, інколи Дельоз (фр. Gilles Deleuze, фр. вимова: [ʒil dəløz], нар. 18 січня 1925, Париж — 4 листопада 1995) — французький філософ XX століття, автор десятки впливових праць, які охоплювали широкий спектр тем, від філософії та літератури до політики, психоаналізу, кіно і живопису. Його впливові ідеї, що з'явилися ще з 1960-х років і тривають й досі, надихнули на нові дослідження та дебати у різних наукових областях. Часто Дельоз відноситься до філософів-постструктуралістів, хоча його думки насправді важко класифікувати, сам же він себе називав «метафізиком».
Спочатку Дельоз сприймався як історик філософії, написавши праці про таких різних філософів, як Девід Юм, Фрідріх Ніцше, Еммануель Кант, Барух Спіноза та Анрі Бергсон, але згодом еволюціонував до нового визначення філософа як «того, хто створює концепти» у місті, тобто творця у філософії нових слів з різними значеннями. Проте наприкінці університетської кар'єри він повернувся до історії філософії, присвятивши книги Мішелю Фуко, Франсуа Шатле та Готфріду Вільгельму Лейбніцу.
Його філософська дисертація зосереджена на концепції «відмінності» (фр. différence) та «повторення» (фр. répétition), тобто на відношенні між тотожністю та подібністю, копією та двійником, а також на ефекті нескінченного повторення стосовно оригіналу. Він посилається на Готфріда Вільгельма Лейбніца, який був одночасно і метафізиком, і математиком. У ній Дельоз намагається розвинути метафізику відповідно до фізики та математики свого часу (1960-ті роки), в якій поняття множинності, події та віртуальності замінюють поняття субстанції, сутності та можливості відповідно.
Потім Дельоз звертає увагу на зв'язок між смислом (фр. sens), не-смислом (фр. non-sens) і подіями (фр. événement), спираючись на творчість Льюїса Керрола, філософа Уайтхеда і грецький стоїцизм. Зрештою, він розробив оригінальну метафізику та філософію мистецтва, цікавлячись як кінематографом, так і художником Френсісом Беконом.
Разом з Феліксом Гваттарі він розробив цикл під назвою «Капіталізм і шизофренія» (фр. Capitalisme et schizophrénie), до якого увійшли «Анти-епід» (фр. L'Anti-Œdipe, 1972) та «Тисячу плато» (фр. Mille Plateaux, 1980). Разом вони написали ще дві роботи: «Кафка. За малу літературу» (фр. Kafka. Pour une littérature mineure, 1975) та «Що таке філософія?» (фр. Qu'est-ce que la philosophie ?, 1991). Вони створили концепції ризоми та детериторіалізації, а також здійснили спільну критику психоаналізу та сучасного капіталізму. Ці перші дві книги мали певний вплив на західні академічні кола, а в 1970-1980-х роках вплинули на соціальні науки аж до Сполучених Штатів, де згодом виникла французька теорія (та її критичний аналог), з якою він значною мірою асоціюється.

## Життєпис
Народився в робітничій сім'ї в Парижі, де й провів усе своє життя. Початкову освіту здобував під час Другої світової війни у ліцеї Карно. Крім того, протягом року, Делез відбув додатковий курс (khâgne) у ліцеї Генріха IV. У 1944 році Делез поступив до Сорбонни. Де його вчителями були відомі фахівці з історії філософії, такі, як Жорж Канґієм (Georges Canguilhem), Жан Іпполіт (Jean Hyppolite), Фердінан Альк'є (Ferdinand Alquié) і Моріс де Ґандіяк (Maurice de Gandillac), надалі інтерес до Делеза як канонічної фіґури сучасної філософії викликаний багато в чому завдяки цим учителям. Крім того, Делез зацікавився роботами неакадемічних мислителів, таких як Жан-Поль Сартр. Він здобув аґреґацію (agrégation) з філософії у 1948 році.
Делез викладав у різних ліцеях (Ам'єна, Орлеана, Луї Ле Ґранд) до 1957 року, коли посів місце в Сорбонні. У 1953 році він опублікував свою першу монографію, Емпіризм і суб'єктивність, по Юму. Він одружився з Деніз Поль «Фанні» Ґранжуан (Denise Paul «Fanny» Grandjouan) в 1956 році. З 1960 по 1964 він обіймав посаду в Національному центрі наукових досліджень. За цей час опублікував епохальну працю Ніцше і філософія (1962) і заприятелював з Мішелем Фуко. З 1964 по 1969 рік був професором в Університеті Ліона. У 1968 році опублікував дві дисертації, Відмінність та повторення (науковий керівник Ґанділак) і Експресіонізм у філософії: Спіноза (керівник Алкве).
У 1969 році отримав призначення в університет Університеті Париж VIII — Венсенн, експериментального вишу, організованого з метою здійснення освітньої реформи. Цей новий університет залучив цілий ряд талановитих учених, у тому числі Фуко (який запропонував запросити Делеза), і психоаналітика Фелікса Ґваттарі. Делез викладав у Венсені аж до свого виходу на пенсію в 1987 році.
Делез, затятий курець, хворів на виснажливі легеневі хвороби впродовж останніх 25 років свого життя. Останні десять років життя ці проблеми все більше загострювалися і підсилювалися, Делезу ставало важко дихати. Хоча частину легеней було видалено, хвороба поширилася по всій легеневій системі. Делез потерпав від трахеотомії, втратив дар мови і вважав що його «прикували, як собаку» до кисневого апарату. В останні роки життя, таке просте завдання, як написання кількох слів, вимагало неймовірних зусиль. У 1995 році Делез покінчив життя самогубством, викинувшись з вікна своєї квартири.

## Інше
Одного разу, напевно, століття стане делейзіанським.
Оригінальний текст (фр.)
Un jour, forse, le siècle sera deleuzien— 

## Переклади українською
- Дельоз, Ж., & Гваттарі, Ф. Анти-Едіп. Капіталізм і Шизофренія. Київ: Карме-Сінто. 1996. 384 ст.
- Делез, Ж. Перемовини 1972-1990. Київ: Сварог. 2023. 254 ст.